# Langstaartgoral
Langstaartgoral (Naemorhedus caudatus) is een zoogdier uit de familie van de holhoornigen (Bovidae). De wetenschappelijke naam van de soort werd voor het eerst geldig gepubliceerd door Milne-Edwards in 1867.

## Voorkomen
De soort komt voor in Rusland, China en Korea.